# Médaille de distinction au service militaire (Russie)
Pour les articles homonymes, voir Médaille de distinction au service militaire.
La médaille « Pour distinction en service militaire » (russe : Медаль «За отличие в воинской службе») est une décoration militaire décernée en deux classes par l'Union soviétique et plus tard par la fédération de Russie (jusqu'en 1995), aux militaires méritants du ministère de la Défense, des troupes internes et des troupes frontalières de l'URSS et de la fédération de Russie. Elle fut progressivement supprimée après la dissolution de l'URSS et remplacée par diverses récompenses ministérielles.

## Historique
La médaille est créée le 28 octobre 1974 par décret du Présidium du Soviet suprême. Son statut fut ensuite modifié par le décret du Présidium du Soviet suprême № 2523-X du 18 juillet 1980.
Elle est l'une des très rares décorations soviétiques à être conservée « telle quelle » après la dissolution de l'URSS. Cela est confirmé par le décret du Présidium du Conseil suprême de la fédération de Russie № 2424-1 du 2 mars 1992. Elle est décernée pour la dernière fois en 1995 et remplacé par diverses décorations ministérielles telles que la décoration « Pour distinction au service des troupes de l'intérieur de Russie » également décernée en deux classes.
| Première classe | Seconde classe | Revers |
| --------------- | -------------- | ------ |
|                 |                |        |

## Récipiendaires (liste partielle)

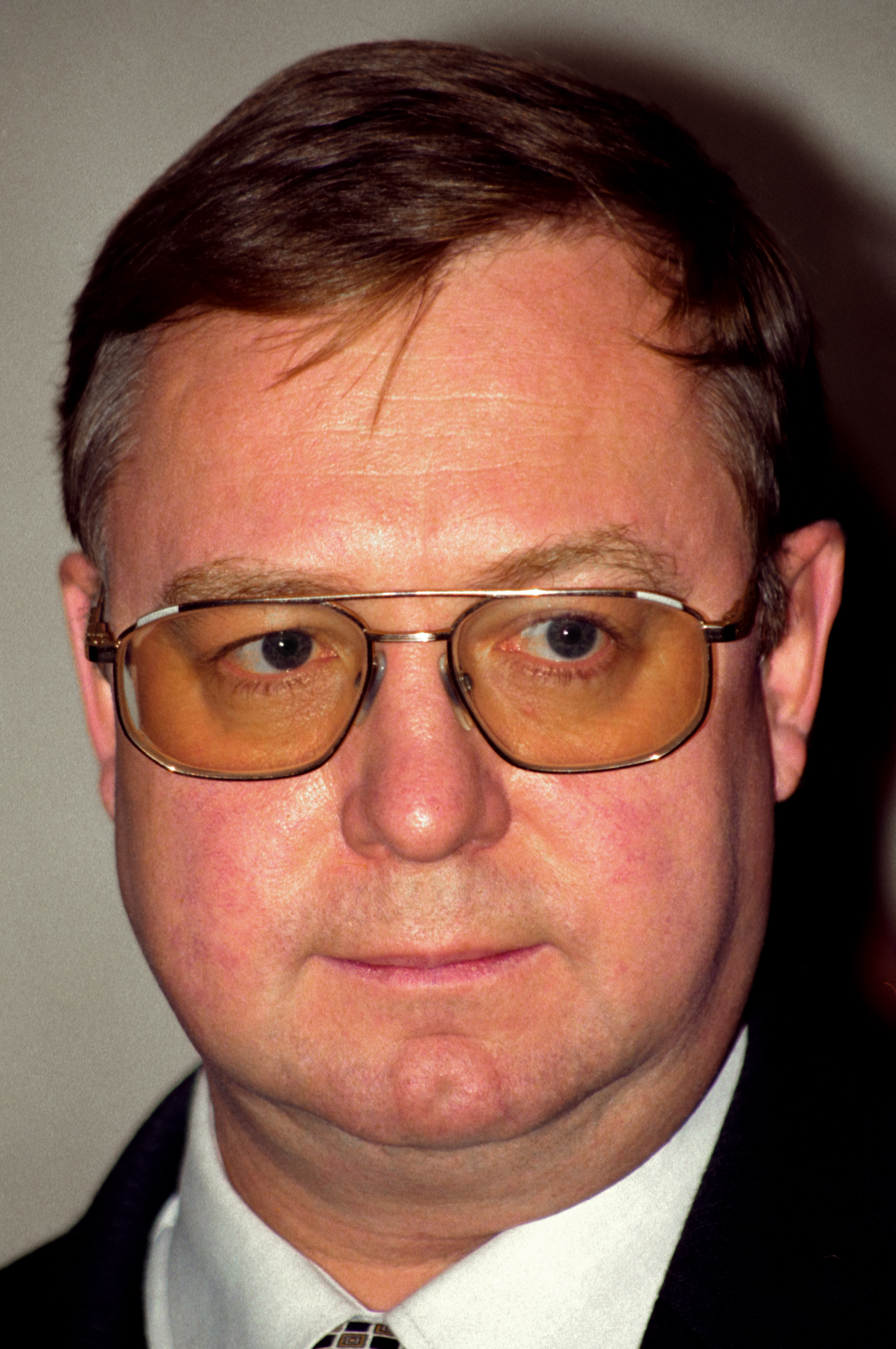
L'ancien Premier ministre russe Sergueï Stepachine, récipiendaire de la médaille de première et seconde classe.

Les personnes ci-dessous ont toutes été récipiendaires de la médaille de distinction au service militaire.
- Sergueï Stepachine
- Vassili Tsibliev
- Rouslan Aouchev
- Viktor Astapov
- Rachid Nourgaliev
- Vladimir Chamanov